# 남 방정식
이론물리학에서 남 방정식(Nahm方程式, 영어: Nahm equation)은 SU(2) 자기 홀극을 나타내는 연립 1차 상미분 방정식이다.

## 정의
다음이 주어졌다고 하자.
- 실수 리 대수 {\displaystyle {\mathfrak {g}}}
- 1차원 리만 다양체 (즉, 부피 형식이 주어진 선분 또는 원) {\displaystyle C}. 보통 {\displaystyle C=(0,2)} (길이 2의 열린 선분) 또 는{\displaystyle C=\mathbb {R} /\ell \mathbb {Z} } (길이 {\displaystyle \ell }의 원)으로 잡는다.

그렇다면, 남 방정식의 변수는 {\displaystyle C} 위의 3개의 함수
{\displaystyle {\vec {T}}\in {\mathcal {C}}^{\infty }(C,{\mathfrak {g}}\otimes \mathbb {R} ^{3})}
및 {\displaystyle C} 위의 (자명한) {\displaystyle \operatorname {U} (n)}-주다발의 주접속
{\displaystyle T_{0}\in {\mathcal {C}}^{\infty }(C,{\mathfrak {u}}(n))}
이다. 즉, 이를 통하여 {\displaystyle C} 위의 공변 미분
{\displaystyle D={\frac {\mathrm {d} }{\mathrm {d} z}}+[T_{0},-]}
을 정의할 수 있다.
남 방정식은 다음과 같다.
{\displaystyle DT_{i}={\frac {1}{2}}\epsilon _{ijk}[T_{j},T_{k}]}
여기서
- {\displaystyle \epsilon _{ijk}}는 레비치비타 기호이다.
- {\displaystyle [-,-]}는 {\displaystyle {\mathfrak {g}}}의 리 괄호이다.

즉, 이를 풀어 쓰면 다음과 같다.
{\displaystyle {\frac {\mathrm {d} }{\mathrm {d} z}}T_{1}+[T_{0},T_{1}]=[T_{2},T_{3}]}
{\displaystyle {\frac {\mathrm {d} }{\mathrm {d} z}}T_{2}+[T_{0},T_{2}]=[T_{3},T_{1}]}
{\displaystyle {\frac {\mathrm {d} }{\mathrm {d} z}}T_{3}+[T_{0},T_{3}]=[T_{1},T_{2}]}
이 방정식은 4차원 양-밀스 순간자의 방정식을 1차원으로 차원 축소를 가한 것이다.

### 자기 홀극의 경계 조건
{\displaystyle \mathbb {R} ^{3}} 위의 보고몰니 방정식의 자기 홀극 해를 구성하기 위해서는 다음과 같은 경계 조건을 사용한다.
- {\displaystyle {\mathfrak {g}}={\mathfrak {u}}(n)}은 {\displaystyle n\times n} 반(反)에르미트 행렬의 리 대수이며, 그 리 괄호는 {\displaystyle n\times n} 행렬의 교환자이다.
- {\displaystyle C=(0,2)}는 길이 2의 열린구간이다.
- {\displaystyle T}는 해석 함수이다.
- {\displaystyle z\to 0} 또는 {\displaystyle z\to 2}에서, {\displaystyle T_{i}}는 1차 극을 가지며, 그 유수는 리 대수 {\displaystyle {\mathfrak {su}}(2)}의 {\displaystyle n}차원 표현을 이룬다. 즉, 로랑 급수

{\displaystyle T_{i}(z)=T_{i}^{(-1)}z^{-1}+T_{i}^{(0)}+T_{i}^{(1)}z+\dotsb =T_{i}^{\prime (-1)}(z-2)^{-1}+T_{i}^{\prime (0)}+T_{i}^{\prime (1)}(z-2)+\dotsb }
에서,
{\displaystyle [T_{i}^{(-1)},T_{j}^{(-1)}]={\frac {1}{2}}\epsilon _{ijk}T_{k}^{(-1)}}
{\displaystyle [T_{i}^{\prime (-1)},T_{j}^{\prime (-1)}]={\frac {1}{2}}\epsilon _{ijk}T_{k}^{\prime (-1)}}
이다.

### 칼로론의 경계 조건
남 방정식을 통하여 칼로론을 구성할 수도 있다. 이 경우 다음과 같은 경계 조건을 사용한다.
- {\displaystyle C=\mathbb {R} /\ell \mathbb {Z} }는 둘레 {\displaystyle \ell }의 원이다.
- {\displaystyle C}에는 특별한 점 {\displaystyle z_{1},z_{2},\dotsc ,z_{p}\in C}이 주어진다.
- {\displaystyle [z_{a},z_{a+1}]}에서, {\displaystyle {\mathfrak {g}}={\mathfrak {u}}(n_{i})}이다.
- {\displaystyle T_{i}}들이 작용하는 복소수 {\displaystyle n}차원 에르미트 벡터 다발 {\displaystyle E}는 따라서 각 구간마다 차원이 다르다. {\displaystyle [z_{a},z_{a+1}]}에서의 다발을 {\displaystyle E^{a}}라고 하자. 특별한 점 {\displaystyle k_{a}}에서, {\displaystyle E^{a-1}}과 {\displaystyle E^{a}}의 올을 잇는 다음과 같은, 에르미트 구조를 보존하는 선형 사상이 존재한다.
  - 만약 {\displaystyle n_{a-1}<n_{a}}라면, 단사 사상 {\displaystyle E^{a-1}|_{z_{a}}\to E^{a}|_{z_{a}}}
  - 만약 {\displaystyle n_{a-1}>n_{a}}라면, 단사 사상 {\displaystyle E^{a}|_{z_{a}}\to E^{a-1}|_{z_{a}}}
  - 만약 {\displaystyle n_{a-1}>n_{a}}라면, 전단사 사상 {\displaystyle E^{a-1}|_{z_{a}}\to E^{a}|_{z_{a}}}
- {\displaystyle T_{i}^{a}}는 해석 함수이며, 각 특별한 점 {\displaystyle z_{a}}에서 {\displaystyle T_{i}}는 다음과 같은 경계 조건을 따른다.
  - {\displaystyle n_{a-1}<n_{a}}일 때: {\displaystyle z\approx z_{a}}에서 다음이 성립한다.
{\displaystyle T^{a}(z)={\begin{pmatrix}T^{a-1}(z)&{\mathcal {O}}((z-z_{i})^{(n_{a}-n_{a-1}-1)/2})\\{\mathcal {O}}((z-z_{a})^{(n_{a}-n_{a-1}-1)/2})&(z-z_{a})^{-1}R_{i}+{\mathcal {O}}(1)\end{pmatrix}}}
    - 여기서 유수 {\displaystyle R^{a}}는 {\displaystyle {\mathfrak {su}}(2)}의 기약 표현을 이룬다.

  - {\displaystyle n_{a-1}>n_{a}}일 때: 위와 마찬가지로 정의한다.
  - {\displaystyle n_{a-1}=n_{a}}일 때: 좀 더 복잡한 경계 조건이 필요하다.

## 성질

### 게이지 대칭
{\displaystyle {\mathfrak {g}}}의 리 군이 {\displaystyle G}라면, 남 방정식과 그 경계 조건은 {\displaystyle {\mathcal {C}}^{\infty }(C,G)}의 게이지 변환을 갖는다.
만약 {\displaystyle C}가 선분인 경우, 게이지 대칭을 사용하여, {\displaystyle T_{0}=0}으로 놓을 수 있다. 그렇다면, 이 게이지 변환에서 {\displaystyle \operatorname {O} (n)}만이 남는다. 즉, 게이지 변환 동치류들은 켤레 작용
{\displaystyle T(z)\mapsto OT(z)O^{-1}\qquad (O\in \operatorname {O} (n))}
에 대하여 불변이다.
{\displaystyle T_{0}=0} 게이지에서, 남 방정식의 해의 공간의 차원은 {\displaystyle 4n+n(n-1)/2}이며, 남은 게이지 변환 {\displaystyle \operatorname {O} (n)}에 대한 몫공간의 차원은 {\displaystyle 4n}이다. 이는 n개의 자기 홀극을 포함하는 해들의 집합과 동형이다.

### 럭스 쌍
남 방정식은 럭스 쌍으로 표현될 수 있다. 즉,
{\displaystyle A_{0}=-\mathrm {i} T_{1}+T_{2},\quad A_{1}=-2T_{3},\quad A_{2}=-\mathrm {i} T_{1}-T_{2}}
{\displaystyle A(t)=A_{0}+tA_{1}+t^{2}A_{2}}
{\displaystyle B(t)={\frac {1}{2}}{\frac {\mathrm {d} A}{\mathrm {d} t}}={\frac {1}{2}}A_{1}+tA_{2}\equiv B_{0}+tB_{1}}
로 놓자. 여기서 {\displaystyle t}는 어떤 형식적 변수이다. 그렇다면, 남 방정식은 다음과 같은 럭스 방정식과 동치이다.
{\displaystyle {\frac {\partial A(t)}{\partial z}}=[A(t),B(t)]}
즉, 양변을 {\displaystyle t}에 대한 멱급수로 전개하고 차수별로 비교하면,
{\displaystyle {\frac {\partial }{\partial z}}A_{0}=[A_{0},B_{0}]={\frac {1}{2}}[A_{0},A_{1}]}
{\displaystyle {\frac {\partial }{\partial z}}A_{1}=[A_{1},B_{0}]+[A_{0},B_{1}]=[A_{0},A_{2}]}
{\displaystyle {\frac {\partial }{\partial z}}A_{2}=[A_{1},B_{1}]+[A_{2},B_{0}]=[A_{1},A_{2}]+{\frac {1}{2}}[A_{2},A_{0}]}
{\displaystyle 0=[A_{2},B_{1}]}
가 된다.
이에 따라, 방정식
{\displaystyle \det(x-A(t,z))=0}
으로 정의되는 스펙트럼 곡선은 {\displaystyle \partial /\partial z}에 대하여 불변이다. 이 방정식은 {\displaystyle x}에 대한 {\displaystyle n}차 방정식이다. 여기서, {\displaystyle t}는 자연스럽게 사영 직선 {\displaystyle \mathbb {P} ^{1}}의 좌표로 생각할 수 있으며, {\displaystyle (x,t)}는 그 접공간 {\displaystyle \mathrm {T} \mathbb {P} ^{1}} 위의 좌표를 이룬다. 이는 미니트위스터 공간과 같다. 즉, 남 방정식의 스펙트럼 곡선은 미니트위스터 공간 속의 대수 곡선이다. 3차원 자기 홀극 방정식은 미니트위스터 공간을 통해서도 작도할 수 있으며, 스펙트럼 곡선은 남 방정식을 통한 작도와 트위스터를 통한 작도 사이의 관계를 나타낸다.

### 자기 홀극과의 관계
유클리드 3차원 SU(2) 게이지 이론이 다음과 같은 장들을 가진다고 하자.
- SU(2) 게이지장 {\displaystyle A}
- 딸림표현의 실수 스칼라장 {\displaystyle \phi }. 이는 퍼텐셜을 갖지 않는다.

(이러한 계는 4차원 순수 양-밀스 이론에서 차원 축소를 하여 얻을 수 있다.) 이 경우, {\displaystyle \phi }의 퍼텐셜이 0이므로 임의의 진공 기댓값 {\displaystyle \langle \phi \rangle \in {\mathfrak {su}}(2)}를 줄 수 있다 (힉스 가지). 이에 따라서 게이지 군은 그 카르탕 부분군 U(1)으로 깨지고, 이에 따라 엇호프트-폴랴코프 자기 홀극들이 존재하게 된다. {\displaystyle n\in \mathbb {Z} }개의 자기 홀극을 포함하는 상태들은 남 방정식을 통해 작도할 수 있다. 이러한 상태들의 모듈라이 공간의 차원은 아티야-싱어 지표 정리를 통해 계산할 수 있고, {\displaystyle 4n}이다.
여기서 지수를 {\displaystyle i,j,\dots =1,2,3}이고, {\displaystyle a=1,\dots ,n}이라고 하자.
남 방정식의 해 {\displaystyle T^{i}(z)}가 주어졌다고 하자. 그렇다면 다음과 같은 디랙 연산자를 정의할 수 있다.
{\displaystyle \Delta ={\frac {d}{dz}}-(T^{i}-x^{i})\otimes \sigma _{i}}
이는 {\displaystyle (z,\mathbf {x} )}를 매개 변수로 갖는 {\displaystyle (n,1)\otimes (2\times 2)=2n\times n} 행렬 {\displaystyle U^{a}{}_{i}{}^{j}(z,\mathbf {x} )}에 작용한다. 즉,
{\displaystyle U\colon (0,2)\times \mathbb {R} ^{3}\to \mathbb {R} ^{n}\otimes \operatorname {Mat} _{n\times n}(\mathbb {C} )}
이다.
{\displaystyle U}가 {\displaystyle \Delta }의 여핵에 속한다고 하자. 즉, 그 수반 작용소 {\displaystyle \Delta ^{\dagger }}는
{\displaystyle \Delta ^{\dagger }=-{\frac {d}{dz}}-(T^{i}-x^{i})\sigma _{i}}
이므로,
{\displaystyle \Delta ^{\dagger }U=0}
인 {\displaystyle U}를 생각하자. 이러한 {\displaystyle U}를 찾으면, {\displaystyle \phi }와 {\displaystyle A}는 다음과 같다.
{\displaystyle \phi (\mathbf {x} )=\int _{0}^{2}z(U^{a})^{\dagger }(z;\mathbf {x} )U^{a}(z;\mathbf {x} )\,dz}
{\displaystyle \mathrm {i} A_{i}(\mathbf {x} )=\int _{0}^{2}z(U^{a})^{\dagger }(z;\mathbf {x} )\partial _{\mu }U^{a}(z;\mathbf {x} )\,dz}

### 끈 이론을 통한 해석
남 방정식은 초끈 이론을 통해 해석될 수 있다. ⅡB 초끈 이론에서, 다음과 같은 D-막의 배열을 생각하자.
|       | 0 | 1 | 2 | 3 | 4 | … |
| ----- | - | - | - | - | - | - |
| D3-막 | × | × | × | × |   |   |
| D1-막 | × |   |   |   | × |   |

여기서 D1-막은 D3-막에 붙어 있다. 또한, D3-막의 수가 {\displaystyle k}, D1-막의 수가 {\displaystyle n}이라고 하고, 이 상태가 시간에 의존하지 않는다고 하자. 그렇다면, 이 상태는 다음과 같이 묘사될 수 있다.
- D3-막 위의 이론은 {\displaystyle \operatorname {SU} (k)} 𝒩=4 초대칭 양-밀스 이론이며, 모든 장이 시간 불변이라면 이는 보고몰니 방정식이다. D1-막은 그 위의 {\displaystyle n}개의 자기 홀극이다.
- D1-막 위의 이론은 (모든 장이 시간 불변이라면) 남 방정식이다. (이 경우, 1차원 공간에서 게이지장을 0이 되게 게이지 고정할 수 있다.)
  - 남 방정식의 {\displaystyle {\mathfrak {su}}(2)} 지표는 1,2,3 방향의 O(3) 대칭에 해당한다.
  - 남 방정식의 장 {\displaystyle (T_{1},T_{2},T_{3})}는 D1-막의 1,2,3 방향의 위치에 해당한다. 만약 각 {\displaystyle T_{i}}가 대각 행렬이라면, 그 {\displaystyle n}개의 대각 성분은 {\displaystyle n}개의 D1-막의 위치에 해당한다. 일반적으로 좌표가 대각 행렬이 아닌 것은 D-막이 겹쳐졌을 때 발생하는 비가환 기하학에 의한 효과이다.

따라서, 남 방정식과 보고몰니 방정식 사이의 관계는 10차원 초끈 이론의 한 상태를 서로 다르게 표현한 것이다.

### 아벨 리 대수의 경우
{\displaystyle {\mathfrak {g}}}가 ({\displaystyle {\mathfrak {u}}(1)}과 같은) 아벨 리 대수일 경우, 남 방정식은 선형 상미분 방정식이다. 즉,
{\displaystyle {\frac {\mathrm {d} T_{i}}{\mathrm {d} z}}=0}
이므로, 그 해는 상수 함수이다.

## 역사
베르너 남(독일어: Werner Nahm)이 1981년 도입하였다. 이후 사이먼 도널드슨과 나이절 히친 등이 이를 연구하였다.